# Lützeni csata (1632)
A lützeni csata a harmincéves háború egyik döntő csatája volt, melyben a jobban felszerelt és lelkesebb svéd csapatok uralkodójuk elvesztésének ellenére legyőzték a Wallenstein vezette császári hadsereget. A csata a nap folyamán ide-oda hullámzott, hol egyik, hol másik fél volt előnyben, végül a császáriak a tüzérségük föláldozásával visszavonultak. A svéd győzelem ellenére, Gusztáv Adolf király halálával a csata után mégis a császáriak kerültek előnybe a háború további részében.

## Előzmények

### A breitenfeldi csata után
Gusztáv Adolf felbátorodott sikereitől és az eddigi csatát kerülő magatartás helyett aktivizálta seregét. A svédek 1631 folyamán felprédálták Németország katolikus részeit és hatalmas területeket vont ellenőrzés alá. Eközben a szász hadsereg Csehország nyugati felét rohanta meg és rövid időre Prágát is elfoglalták, ahol a telet töltötték. A katonai helyzet azonban még nem volt teljesen egyértelmű. A breitenfeldi csata vesztesének, Tilly tábornagynak kezében ugyanis jelentős császári erő állt fegyverben, mellette Pappenheim serege ellenőrizte a délnémet területeket, sőt Csehországban Wallenstein is sereget kezdett toborozni.

### Az1632-es év hadmozdulatai
A tél elmúltával a svédek az eddig érintetlen Bajorországot szemelték ki támadásuk célpontjául. Gusztáv Adolf egy sor csatában legyőzte a Lech folyó jobb partját védő Tilly csapatait, aki nem sokkal később belehalt az egyik csetepatéban szerzett sebébe. Wallenstein az év elején kiverte a szászokat Csehországból, majd átvéve az egész császári hadsereg parancsnokságát Bajorország felmentésére indult. Itt a svédek kerülték az összeütközést a náluk erősebb császáriakkal, helyette egyfajta „állásháború” alakult ki, mely a svédek helyzetét jelentősen nehezítette, ugyanis a császáriak mindent felégettek körülöttük, elvágva a protestáns erők utánpótlását. A svéd király, hogy egyesüljön a hazájukba hazatért szászokkal, villámgyorsan Szászország felé indult, Wallenstein késve követte. A svédek találkája a szászokkal nem sikerült, mert nem találta meg egymást a két sereg, így a létszámhátrányban lévő Gusztáv Adolf csapatai sáncokat és erődítéseket építtetett, amelyet a helyszínre érkező Wallenstein nem mert megtámadni. Mivel arra épített, hogy a svédek nem merik megtámadni csapatait, szétválasztotta erőit és szétküldte őket, hogy pusztítsanak el mindent, elvágva a svédeket az utánpótlásuktól. Gusztáv Adolf, amint értesült a dologról, rárontott az erői nagy részét elküldő Wallensteinre.

## A csata

### A seregek felállása

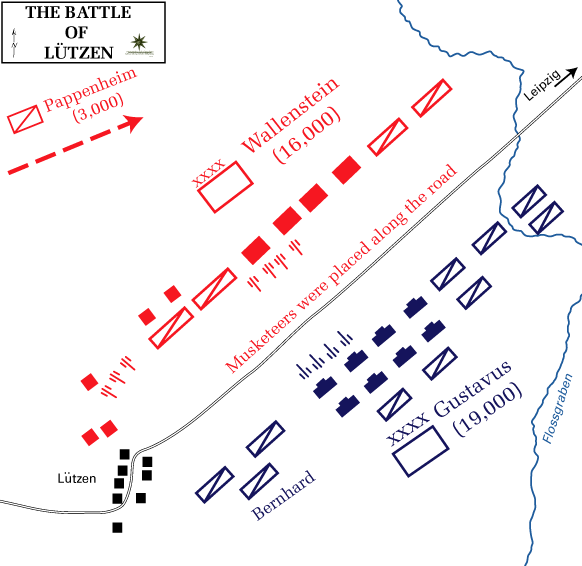

A császáriak centruma hagyományos módon, négy dandárra osztva négyszög alakzatokban állt fel, minden négyszög három tercióra oszlott, spanyol mintára. Míg Wallenstein jobbszárnyát fedezték a megszállt Lützen város erős falai, a balszárny meglehetősen gyenge volt. A Lützen–Lipcse útra Wallenstein muskétásokat helyezett, hogy felfogják a támadó svédeket.
A svédek serege két vonalból állt. A centrum gyalogsága 8 dandárra oszlott, ebből 4 állt elöl, 4 a hátsó vonalban. A svéd lovasság a centrum mögött, valamint szintén két vonalban a szárnyakon helyezkedett el. A breitenfeldi csatában győztes taktikát ismét alkalmazták a svédek: a lovasság első sorai közé itt is muskétásokat telepítettek.

### Az első svéd támadás
November 16-án reggel a csatateret sűrű köd borította. Gusztáv Adolf király azonnal támadni szeretett volna, azonban a köd kezdetben ezt megakadályozta. 10 órára már tisztulni kezdtek a látási viszonyok, megindulhatott a tüzérségi előkészítés, majd 11-kor megindulhatott a svéd első vonal támadása. A szárnyakon Lützen városa, illetve az országút megerősített védelme miatt nem sikerült áttörést kicsikarni, azonban középen a svéd gyalogság keresztülverekedte magát az utat védő muskétásokon, sőt a császári gyalogság legyőzésével elfoglalták a császári centrum előtt lévő hét üteget. A császári lovasság Wallenstein személyes vezetésével visszavetette a svéd gyalogságot, amely visszavonult eredeti állásaiba. A császáriak visszafoglalták elvesztett ütegeiket.

### Gusztáv Adolf halála
A katolikus ellentámadás megindulásakor Gusztáv Adolf megpróbálta rendezni megingó gyalogságát. A sűrű ködben, amit az ágyúk füstje még fokozott is, a vágtató király elszakadt kíséretétől és egyenesen a rohamozó császári lovasság közepébe került, ahol felkoncolták. Testét meztelenre vetkőztették, ruháit és fegyvereit elvették tőle. Bernát herceg, miután értesült a király haláláról, végiglovagolt a svéd seregen és megosztotta minden katonával a hírt. A vezér elvesztése ahelyett, hogy teljesen demoralizálta volna a katonákat, bosszúszomjassá tette őket, akik még nagyobb erővel vetették bele magukat a támadásba.

### A svédek győzelme
A feltüzelt svéd sereg déli 12 körül újult erővel vetette be magát a csatába, a balszárnyon esélytelenül, a centrumban és a jobbszárnyon azonban ismét sikeresen. A császári csapatokat ezúttal Pappenheim friss csapatainak érkezése mentette meg a vereségtől, sőt egy újabb sikeres ellentámadás során majdnem megfutamították a svéd jobbszárnyat. A helyzetet Bernát herceg személyes jelenléte mentette meg, aki a tartalékkal visszaverte a császári egységeket. A centrumban a svédek ismét áttörtek és ismét elfoglalták a császáriak ütegeit, azonban Wallenstein ismét visszaverte őket, ismét visszaszerezve ágyúit.

Délután 4-kor megindult a svédek általános rohama, ezúttal nem csak az első vonal támadott, hanem az egész sereg, még a tartalék is. Wallensteinnek elfogytak a tartalékai, csapatai kivéreztek a svédek rohamaitól, így a császári fővezér elrendelte a visszavonulást, a tüzérséget ezúttal a svédek kezén hagyva a Lipcse felé vezető úton elmenekült a csatatérről.
A svéd győzelemhez bizonyos mértékig hozzájárult az is, hogy Wallenstein nem használta ki a Gusztáv Adolf halálából adódó előnyét. Feltételezhetően azért, mert Wallenstein megszállottan hitt az asztrológiában és asztrológusa aznap kedvezőtlennek találta a csillagok állását, még akkor is, mikor a svéd király elesett. Wallenstein annyira tétovázott, hogy végül elszalasztotta a lehetőséget, és ezzel elvesztette a döntő csatát.

## Következmények
Gusztáv Adolf király halálával a háború legnagyobb hadvezére esett el, ami sokkal többet ért, mint az itt kiharcolt győzelem. A svédek két évvel később Nördlingennél megsemmisítő vereséget szenvedtek a császáriaktól, rákényszerülve az 1635-ös prágai békére. A svédek ennek ellenére a háborút végleg lezáró vesztfáliai békében területi nyereséggel fejezték be a konfliktust és 1815-ig maradtak területeik Észak-Németországban.